# Johann Jacob Lucius
Johann Jacob Lucius (* 23. April 1761 in Frankfurt am Main; † 15. Mai 1826 ebenda) war ein Richter und Politiker der Freien Stadt Frankfurt.
Johann Jacob Lucius war der Sohn des Advocaten, Senators und jüngerem Bürgermeister in Frankfurt am Main Johann Christian Lucius (1728–1785) und dessen Ehefrau Rosina Catharina geborene Firnhaber (1733–1802). Er studierte seit 1781 Rechtswissenschaften an der Universität Gießen und war ab dem 1. März 1786 Advocat in Frankfurt am Main. 1794 wurde er Stadtbibliothekar in Frankfurt am Main. Ab 1821 war er Appellationsgerichtsrat am Appellationsgericht Frankfurt am Main.
Von 1805 bis 1816 war er als Senator und von 1816 bis 1826 als Schöff Mitglied im Senat der Freien Stadt Frankfurt bzw. der Reichsstadt Frankfurt. In der Zeit des Großherzogtums Frankfurt war er ab 1807 Stadt- und Landgerichtsrat. 1817 bis 1820 war er Mitglied des Engeren Rates. Er gehörte 1820 bis 1825 dem Gesetzgebenden Körper an. 